# ۹۱۵ (میلادی)
۹۱۵ (میلادی) نهصد  و پانزدهمین سال تقویم میلادی است.

## درگذشتگان
‎